# Adam Galant
Adam Galant (ur. 21 lutego 1952 w Węglińcu) – polski lekkoatleta, płotkarz.

## Osiągnięcia
Zawodnik klubu Górnik Wałbrzych (od 1971). Halowy wicemistrz Europy z Rotterdamu (1973) w biegu na 60 metrów przez płotki (7,76 s.). W tym samym roku został także halowym mistrzem Polski na tym dystansie. Srebrny medalista mistrzostw kraju na otwartym stadionie (bieg na 110 m przez płotki, Warszawa 1972) – razem z pierwszym na mecie Leszkiem Wodzyńskim ustanowili rekord Polski (13,4 s. – czas mierzony ręcznie). Doskonale rozpoczętą karierę zatrzymały kontuzje.
Absolwent Politechniki Warszawskiej.
Jego imię nosi Stadion Miejski w Węglińcu.

## Rekordy życiowe
- bieg na 60 m przez płotki (hala) – 7,57 s. (1973)
- bieg na 110 m przez płotki – 13,66 s. (17 sierpnia 1972, Warszawa) – 20. wynik w historii polskiej lekkoatletyki[8]